# BIIK Kazygurt
BIIK Kazygurt är en kazakisk fotbollsklubb från Sjymkent som under detta namn har funnits sedan år 2009.

## Meriter
Säsongen 2016/2017 kvalificerade sig laget för första gången till åttondelsfinal i Women's Champions League. Klubben tog sig dit genom att vinna sin kvalgrupp efter vinster mot irländska Wexford Youths, moldaviska ARF Criuleni och litauiska Gintra Universitetas. I sextondelsfinalen besegrades ASD Verona från Italien innan franska Paris Saint-Germain blev för svåra i åttondelsfinalen. Lagets bästa målskytt i turneringen var den georgiska spelaren Gulnara Gabelia som gjorde totalt sju mål, fyra i kvalgruppen och tre i slutspelet.